# (153814) 2001 WN5
(153814) 2001 WN5 es un asteroide que forma parte de los asteroides Apolo y fue descubierto el 20 de noviembre de 2001 por el equipo del Lowell Observatory Near-Earth-Object Search desde la Estación Anderson Mesa (condado de Coconino, cerca de Flagstaff, Arizona, Estados Unidos).

## Designación y nombre
Designado provisionalmente como 2001 WN5. 

## Características orbitales
(153814) 2001 WN5 está situado a una distancia media del Sol de 1,712 ua, pudiendo alejarse hasta 2,511 ua y acercarse hasta 0,912 ua. Su excentricidad es 0,467 y la inclinación orbital 1,919 grados. Emplea 817,89 días en completar una órbita alrededor del Sol.
Los próximos acercamientos a la órbita terrestre tendrán lugar el 26 de junio de 2028, el 2 de agosto de 2052 y el 20 de septiembre de 2076.

## Características físicas
La magnitud absoluta de (153814) 2001 WN5 es 18,29. Tiene 0,932 km de diámetro y su albedo se estima en 0,097.